# Штесен
Штесен (њем. Stößen) град је у њемачкој савезној држави Саксонија-Анхалт. Једно је од 43 општинска средишта округа Бургенланд. Према процјени из 2010. у граду је живјело 1.005 становника. Посједује регионалну шифру (AGS) 15084470.

## Географски и демографски подаци
Штесен се налази у савезној држави Саксонија-Анхалт у округу Бургенланд. Град се налази на надморској висини од 245 метара. Површина општине износи 7,3 km². У самом граду је, према процјени из 2010. године, живјело 1.005 становника. Просјечна густина становништва износи 138 становника/km².